# Cambridge Glacier
Cambridge Glacier är en glaciär i Antarktis. Den ligger i Östantarktis. Nya Zeeland gör anspråk på området. Cambridge Glacier ligger 1 562 meter över havet.
Terrängen runt Cambridge Glacier är varierad, och sluttar söderut. Trakten är obefolkad. Det finns inga samhällen i närheten. 